# Jean-Baptiste van Mons

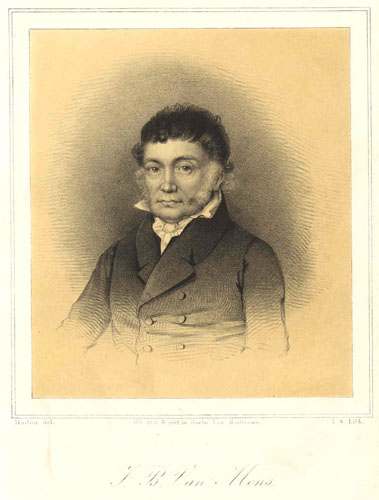
Jean-Baptiste van Mons

Jean-Baptiste Ferdinand Antoine Joseph van Mons (* 11. November 1765 in Brüssel, Österreichische Niederlande; † 6. September 1842 in Löwen, Belgien) war ein belgischer Physiker, Chemiker, Botaniker, Gärtner und Pomologe, und 1817–1830 in Löwen Professor für Chemie und Agrarwissenschaften.

## Leben

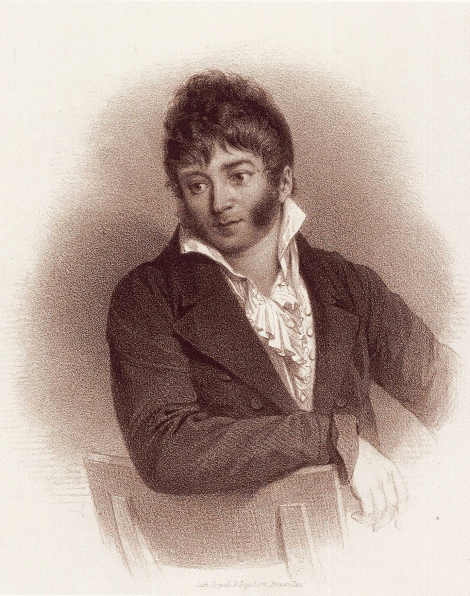
Porträt von Jean-Baptiste van Mons

Jean-Baptiste van Mons wurde 1765 in Brüssel als zweitältester Sohn von Ferdinand-Philippe van Mons (1719–1794) und dessen Frau Marie Catherine Josèphe geborene Colins (1733–1798) geboren. Er hatte vier Brüder und eine Schwester und wuchs in ärmlichen Verhältnissen auf, so dass er früh eine Apothekerlehre beginnen musste.
Am 16. August 1792 heiratete van Mons Wilhelmine-Antoinette van Coeckelberghe (* 1765 in Heusden-lez-Gand), die am 26. August 1794, drei Monate nach der Geburt der ersten Tochter Antoinette (* Mai 1794, † 19. März 1795), starb.
Am 28. Februar 1795 heiratete er daraufhin in zweiter Ehe Jeanne-Agnès Dillen († 1817), mit der er vier Söhne bekam:
- Louis-Ferdinand-Augustin-A.J. van Mons (* 23. Februar 1796 in Brüssel, † 31. März 1847 in Lüttich)
- Charles-Jacques van Mons (* 22. Februar 1798 in Brüssel, † 14. April 1837 in Brüssel), Professor für Pathologie an der Universität Brüssel
- Théodore-François Antoine Joseph van Mons (* 31. März 1801 in Brüssel, † 30. Dezember 1869 in Schaerbeek), Hofgerichtsrat in Brüssel[2]
- Urbain Henri Auguste van Mons (1802–1815)

Van Mons hatte im Laufe seines Lebens mehrere persönliche Rückschläge zu verarbeiten. Sein jüngster Sohn starb im Jahr 1815 mit 13 Jahren, zwei Jahre später verlor er auch seine Frau. Dies bewog ihn, Brüssel zu verlassen und den Ruf an die Universität Löwen anzunehmen.
Nachdem er durch äußere Umstände dreimal einen Großteil seines Baumbestandes einbüßen musste und im Jahr 1837 auch sein Sohn Charles-Jacques starb, zog sich van Mons verbittert aus der Öffentlichkeit und von seinen Bekannten und Freunden zurück und vernachlässigte sich selbst zunehmend.
Van Mons starb am 6. September 1842 im Alter von 76 Jahren in Löwen.

## Beruflicher Werdegang

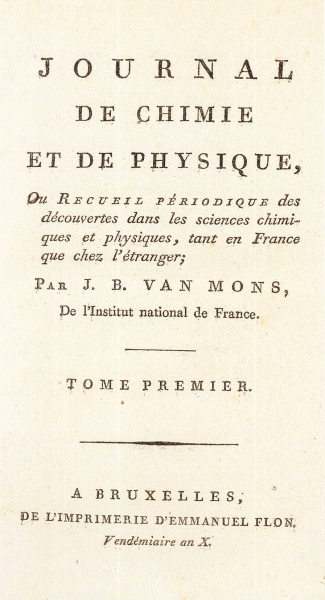
Titelblatt der 1. Ausgabe des Journal de Chimie et de Physique

Van Mons absolvierte zunächst eine Apothekerlehre und betrieb später in Brüssel eine Apotheke. Im Selbststudium lernte er Chemie und schrieb bereits im Alter von 20 Jahren einen Aufsatz über neue Erkenntnisse dieses Fachgebietes. Er stand später in regem fachlichen Austausch mit Chemikern wie Antoine Laurent de Lavoisier, Antoine François de Fourcroy, Gaspard Monge und Jean Nicolas Pierre Hachette.
Im Jahr 1797 wurde er zum Professor für Physik und Chemie an der Zentralschule des Département Dyle ernannt. Er war Herausgeber der Fachzeitschrift Annales de Chimie und begründete 1801 die Zeitschrift Journal de chimie et de physique.
Van Mons führte als erster Impfungen in Belgien durch.
Im Jahr 1807 wurde er in Paris zum Dr. med. ernannt. Bei der Rekonstitution der Belgischen Akademie der Wissenschaften in Brüssel im Jahr 1816 wurde er zu deren Mitglied ernannt und im Jahr 1817 als Professor für Chemie und Agronomie an die neu gegründete Universität Löwen berufen.  Hier unterrichtete er bis 1836.
Van Mons wurde in Anerkennung seiner wissenschaftlichen Leistungen 1796 zum Membre associé des Institut de France (Académie des sciences) ernannt. Seit 1809 war er Mitglied der Königlich Niederländischen Akademie der Wissenschaften (Koninklijk Instituut), zunächst ab 1806 als korrespondierendes und ab 1816 als ordentliches Mitglied. Die Académie royale de Bruxelles (Classe des Sciences) ernannte ihn 1816 zum Mitglied.

## Leistungen auf dem Gebiet der Pomologie und Obstzüchtung

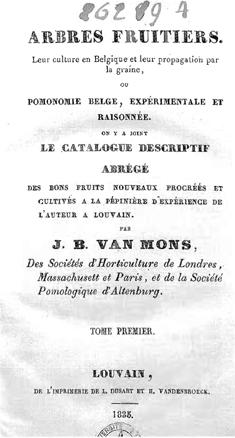
Titelblatt des Werke Arbres Fruitiers

Bereits als Jugendlicher begann van Mons mit Aussaatversuchen an Balsaminen und Indischen Rosen (Hibiskus). Um 1785 begann van Mons mit Versuchen zur Aussaat von Obstkernen. Außerhalb von Brüssel legte er die Baumschule de la Fidelité an, in der er Sämlinge aufzog. Bereits 1815 soll er einen Bestand von ca. 80.000 Birnen-Sämlingen gehabt haben. Obwohl er 1817 als Professor an die Universität Löwen berufen wurde, behielt er zunächst seinen Versuchsgarten in Brüssel. 1819 beschloss der Magistrat der Stadt Brüssel, die Stadt in dem Bereich, in dem van Mons ca. 2 ha große Baumschule lag, zu bebauen, weshalb van Mons enteignet wurde.  Auf dem  Gelände standen zu diesem Zeitpunkt mehr als 50.000 Gehölze, die teilweise älter als 20 Jahre waren. Van Mons musste das Gelände mitten im Winter innerhalb von nur 6 Wochen räumen, so dass er nur ca. 5 % der Pflanzen auf neue Grundstücke in Löwen, die ihm die Universität zur Verfügung stellte, umsiedeln konnte. Von den meisten Bäumen konnte er nur Edelreiser gewinnen.
In Löwen setzte van Mons seine Aussaatversuche fort. 1823 hatte er wieder einen Bestand von 50.000 Bäumen aufgebaut und gab einen beschreibenden Katalog seiner Obstbaumbestände heraus, der 1.050 Birnensorten enthielt.
Im Jahr 1831 benutzten französische Truppen, die zur Unterstützung des Königreichs Belgien in Löwen stationiert wurden, seinen Obstgarten als Standquartier, wodurch van Mons die gesamte Obsternte verlor. 1834 erhob schließlich die belgische Regierung Anspruch auf die beiden größten Gärten, da auf dem Gelände eine Leuchtgasfabrik errichtet werden sollte. Dies bedeutete für van Mons erneut einen großen Verlust an Bäumen.
1835/1836 veröffentlichte van Mons das zweibändige Buch Arbres fruitiers: leur culture en Belqique et leur propagation par la graine: ou, Pomonomie Belge, expérimentale et raisonnée, mit dem er die Verbreitung seiner Sorten förderte und in dem er die von ihm entwickelte Züchtungstheorie der successive Regeneration der Obstsorten propagierte. Dabei ging van Mons davon aus, dass Obstsorten im Laufe mehrerer Generationen vegetativer Vermehrung altern und dadurch einen qualitativen Leistungsabfall zeigen. Er zog diesen Schluss aus der Beobachtung, dass die Fruchtqualität alter Birnensorten, von denen während seiner Kindheit Bäume kannte, damals besser war als bei den von ihm kultivierten Bäumen. Diese Theorie wurde bald widerlegt, wurde aber noch bis in die 1940er-Jahre öfter aufgegriffen. Heute vermutet man, dass die von van Mons beobachteten Leistungseinbußen wahrscheinlich auf die Einwirkung des Frostwinters 1828/1829, auf einen Virusbefall oder auf unbemerkte Kleinmutationen zurückzuführen waren.
Van Mons versuchte durch Aussaaten, wüchsige, gut akklimatisierte und robuste Birnensorten zu züchten. Dazu säte er die Samen eines Birnbaumes mit geringer Fruchtqualität über 9 Generationen aus und selektierte die Nachkommen auf hohe Fruchtqualität. Van Mons nahm dabei an, dass mit zunehmender Generationenzahl der Reifezeitpunkt einer Sorte vorverlegt wird und die Fruchtqualität zunimmt und glaubte, dass sich die Sorteneigenschaften bei der Aussaat umso stabiler zeigen, je älter eine Obstsorte ist. Auch wenn diese grundlegenden Annahmen seiner Theorie später durch neue Erkenntnisse zu Vererbung und Sortenzüchtung widerlegt wurden, so zog er doch auch schon zu diesem frühen Zeitpunkt richtige Schlussfolgerungen aus seinen Beobachtungen. So erkannte er den Einfluss von Klima und Boden auf die Entwicklung der Sämlinge.
Nach van Mons Tod wurde seine Baumschule von dem Pomologen Alexandre Bivort übernommen, der auch dessen Aussaatversuche fortführte.

## Durch Van Mons gezüchtete oder verbreitete Obstsorten
Van Mons gilt noch heute als der produktivste Birnenzüchter Belgiens. Aus seinen Aussaatversuchen gingen tausende von Sämlingen hervor, mit denen er in mehreren Aussaatgenerationen weiterarbeitete und aus denen er zahlreiche Sorten aufgrund ihrer Frucht- und Wuchseigenschaften selektierte, weiter vermehrte und verbreitete.
Er arbeitete vor allem mit Birnen, züchtete aber auch einige Apfel- und Steinobstsorten. Van Mons war dafür bekannt, dass er Saatgut, junge Sämlinge und Edelreiser in großem Umfang an pomologische Kollegen abgab, zum einen um von ihm für besonders vermehrungswürdig befundene Sortenzüchtungen zu verbreiten, zum anderen um weitere Kollegen für die Idee der Verbesserung der Obstsorten durch Aussaat und Auslese zu begeistern.  Die aus dem Vermehrungsmaterial hervorgegangene Bäume wurden dann zum Teil als Züchtungen der neuen Besitzer angesehen, von diesen mit Sortennamen benannt und pomologisch beschrieben, obwohl sie eigentlich auf van Mons zurückgehen. Da van Mons enge Kontakte mit Pomologen vor allem auch im Ausland unterhielt, mit denen er Reiser seiner Züchtungen austauschte, erlangten seine Züchtungen internationale Verbreitung, in Deutschland vor allem über Oberdieck und Diel, mit denen van Mons in regem fachlichen Austausch stand.
Zahlreiche der van Mons gezüchteten Obstsorten sind heute noch verbreitet.

### Äpfel
- Baumanns Renette, um 1800

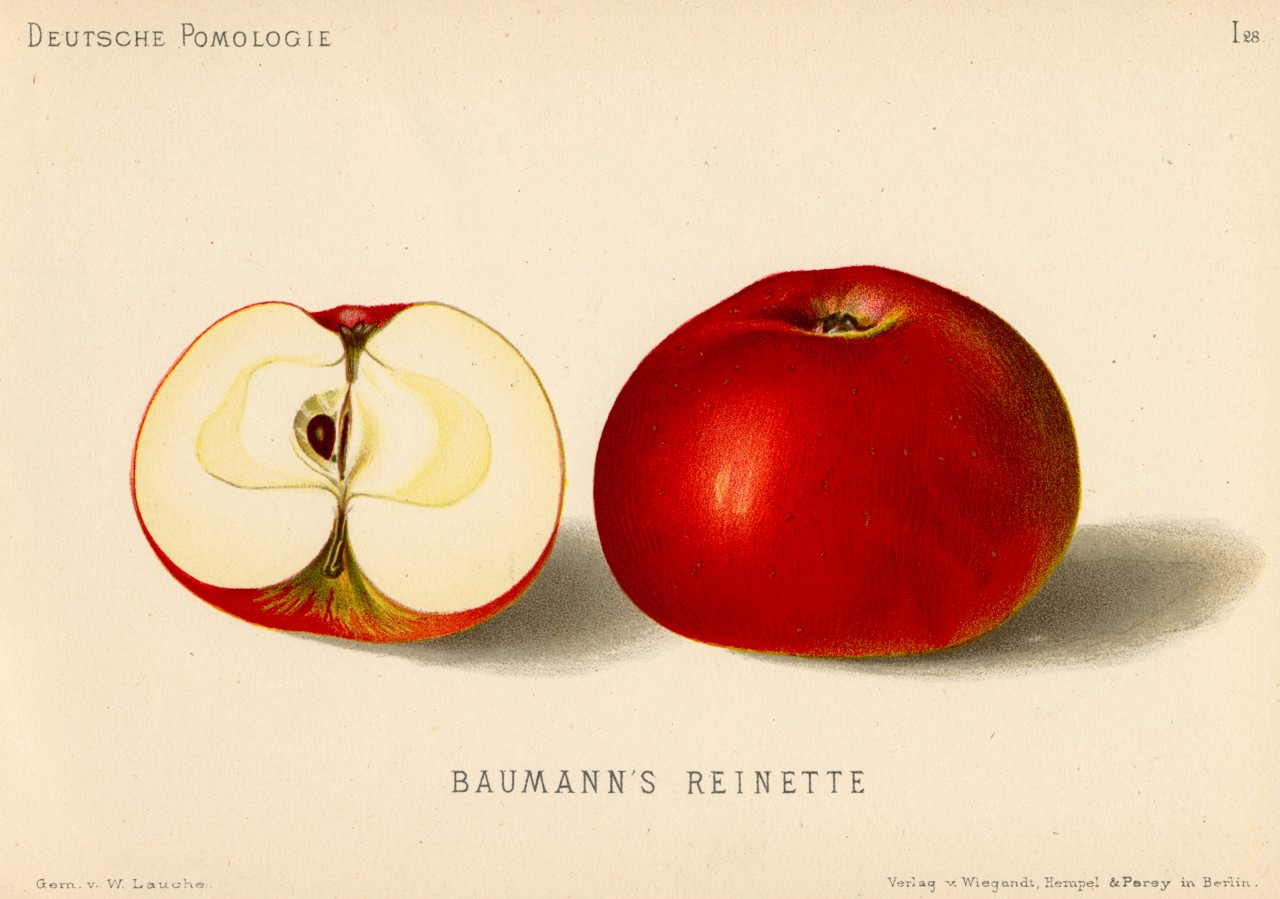
Baumanns Renette

- August van Mons (van Mons widmete diesen Apfel seinem früh verstorbenen Sohn Urbain Henri Auguste)[17]

### Birnen

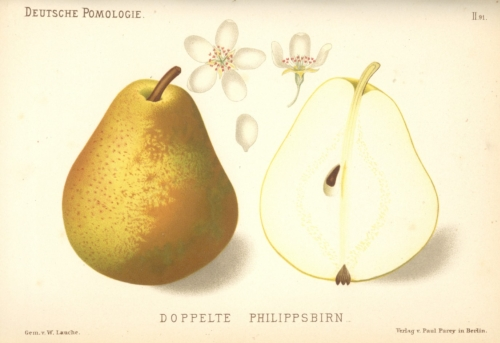
Doppelte Philippsbirne

- Anjou (Nec-Plus Meuris, Winter-Meuris), um 1820
- Baronin von Mello (Philippe Goes), 1840
- Doppelte Philippsbirne (Beurré de Mérode), um 1800
- Clement van Mons
- Du-Mortiers Butterbirne, um 1818
- Esperine, um 1826
- Hofratsbirne (Conseiller de la cour), 1840
- Leon Leclerc de Laval, 1816
- Neue Poiteau, 1827
- Prinzessin Marianne, um 1800
- Susanne
- Theodor van Mons, benannt nach van Mons zweitjüngsten Sohn Théodore-François Antoine Joseph[18]

## Veröffentlichungen

### - auf dem Fachgebiet der Chemie, Pharmazie und Medizin
- Essai sur la principe de la Chimie antiphlogiste;1785
- Principes d'électricité, en confirmation de la théorie électrique de Franklin; adressés dans une lettre, à Brugnatelli.  Emmanuel Flon, Bruxelles 1793
- Philosophie chimique ou Vérités fondamentales de la chimie moderne, disposées dans un nouvel ordre; par A.F. Fourcroy. Nouvelle édition, augmentée de notes et d'axiomes tirés des dernières découvertes. Emmanuel Flon, Bruxelles 1794
- Pharmacopée manuelleRichard Caille, Ravier 1800
- Neues praktisches Arzneybuch für Aerzte, Wundaerzte und Apotheker : mit vielen Anmerkungen und Zusätzen vermehrt. Aus dem Französischen übersetzt von Johann Bartholomäus Trommsdorff, Hennings, Erfurt 1801
- Théorie de la combustion. Bruxelles 1802
- Sur les trois nouveaux corps chimiques, les métallofluores, l’iodine et l’huile détonnante de Dulong. Bruxelles 1809
- Dissertation sur l'origine et sur la distribution uniforme de la chaleur animale. Journal de Physique, de Chimie et d'Histoire Naturelle, LXVIII 1809, S. 121–131.
- Lettre à Bucholz sur la formation des métaux en général, et en particulier de ceux de Davy, ou Essai sur une réforme générale de la théorie chimique; 1811
- Grundsätze der Electricitätslehre zur Bestätigung der Franklin'schen Theorie; Marburg, Krieger, 1812
- Principes élémentaires de chimie philosophique, avec des applications générales de la doctrine des proportions déterminées; 1818
- Annales générales des sciences Physiques mit Jean Baptiste Bory de Saint-Vincent und Pierre Auguste Joseph Drapiez (1778–1856), 8 Bände; Brüssel, Weissenbruch, 1818–1821
- Mémoire sur la réduction des alcalis en métal; 1826
- Mémoire sur quelques erreurs concernant la nature du chlore et sur plusieurs nouvelles propriétés de l’acide muriatique; 1826
- Quelques particularités concernant les brouillards de différente nature; 1827
- Sur une particularité dans la manière dont se font les combinaisons par le pyrophore; 1838
- Efficacité des métaux compactes et polis dans la construction des pyrophores; 1838

### - auf dem Gebiet Gartenbau, Pomologie und Obstbaumzucht
- Catalogue descriptif abrégé, contenant une partie des arbres fruitiers qui, depuis 1798, jusqu' en 1823, ont formé la collection de J.B. Van Mons, 1823
- Beobachtungen, in der Baumschule de la Fidélité zu Brüssel gemacht, nebst Beschreibungen verschiedener neuer Sorten von Aepfeln und Birnen, die daselbst gezogen worden sind. In: Neues Allgemeines Garten-Magazin, 1. Jahrgang, Verlag des Großherzoglichen Sächsischen privaten Landes-Industrie-Comptoir, Weimar 1825, S. 39ff
- Ueber das Pfropfen, Aeugeln und Ziehen der Garten-Rosen in Flandern. In: 3. Band der Transactions of the Horticultural Society of London in Gill's technical Repository. April 1827, S. 196
- Arbres fruitiers: leur culture en Belgique et leur propagation par la graine: ou, Pomonomie Belge, expérimentale et raisonnée. Band 1, L. Dusart et H. Vandenbro, Louvain 1835
- Arbres fruitiers: leur culture en Belqique et leur propagation par la graine: ou, Pomonomie Belge, expérimentale et raisonnée. Band 2, L. Dusart et H. Vandenbro, Louvain 1836